# الأشياء البرية
الأشياء البرية رواية من تأليف ديف إيغرز، صدرت في 13 أكتوبر 2009 عن دار نشر ماكسوينيز. استندت الرواية إلى سيناريو فيلم أين الأشياء البرية؟. الذي شارك إيغرز في كتابته إلى جانب المخرج سبايك جونز، والذي اقتُبس بدوره من كتاب الأطفال الشهير أين الأشياء البرية لموريس سينداك، الصادر عام 1963.

## التطوير
بدأت رواية الأشياء البرية بطلب من المخرج سبايك جونز، الذي دعا ديف إيغرز للمشاركة في كتابة سيناريو الفيلم المستوحى من رواية موريس سينداك الكلاسيكية. لاحقًا، اقترح سينداك بنفسه على إيغرز تحويل القصة إلى رواية.
استلهم إيغرز شخصية ماكس من ملامح طفولته الخاصة، فحوّل رحلة البطل إلى انعكاس لتجاربه الشخصية. وقدّم رؤية مختلفة لشخصية ماكس، متمايزة عن تفسيرَي سينداك وجونز، حيث استكشف أعماقها النفسية وتطورها الداخلي بأسلوب فريد.

## القصة
رواية ديف إيغرز تفتح أفقًا سرديًّا يتجاوز حدود قصة الأطفال الأصلية، غائصًا في أعماق النفس الطفولية لماكس، الفتى الذي تتنازعه مشاعر معقّدة كالغضب والوحدة والتوق للسيطرة.
الجزيرة تظهر كمساحة رمزية، يواجه فيها ذاته، وتغدو الكائنات البرية تجسيدًا حيًّا لجوانب شخصيته المتنازعة.
العمل يزخر برمزية غنية وصور حية، ويقدم تأملًا ناضجًا في قضايا الهوية، وقوة الخيال، وتشابكات الطفولة وروابط الأسرة.

## الاستقبال النقدي
نال عمل الأشياء البرية استحسان النقاد بفضل عالمه الخيالي النابض وعمقه العاطفي الواضح. تميّز ديف إيغرز بقدرته على خلق رواية قائمة بذاتها، غير متكئة على كتاب الأطفال الأصلي أو الفيلم المقتبس عنه.
الرواية وُصفت بأنها تجربة أدبية غنية بالخيال، غريبة في مواضع، غامضة في أخرى، لكنها مؤثرة في نهايتها، بينما اتسم أسلوب إيغرز بالوضوح والسلاسة، ما منح النص طاقة سردية لافتة.

## الجوائز
دخلت رواية الأشياء البرية ضمن القائمة الطويلة لجائزة دبلن الأدبية الدولية لعام 2011، واُعتبر هذا الترشيح اعترافًا عالميًا بقيمتها الأدبية وتميّزها في عالم السرد المعاصر.